# Phantasy Star Online
Phantasy Star Online (PSO) é um jogo eletrônico de RPG online desenvolvido pela Sonic Team e publicado pela Sega em 2000 originalmente para o console Dreamcast. Reconhecido como o primeiro RPG online para consoles, PSO é um spin-off da série de RPG Phantasy Star.
Marcando um avanço significativo na indústria de jogos eletrônicos, PSO inaugurou o conceito de jogabilidade online em consoles domésticos, diferenciando-se da série clássica, que era baseada em batalhas por turnos, ao adotar uma abordagem orientada para a ação.
Em Phantasy Star Online, os jogadores exploram a história enquanto enfrentam monstros, evoluem seus personagens e adquirem novos equipamentos, em uma mecânica de jogo que lembra títulos como Diablo II. Após o lançamento original para o Dreamcast em 2000, uma segunda edição, intitulada Phantasy Star Online ver.2 (PSO V2), foi lançada em 2001, trazendo novidades como novos itens, níveis de dificuldade adicionais e correções de bugs. Devido ao sucesso do jogo, diversas outras versões foram posteriormente desenvolvidas.
Em 2002, Phantasy Star Online Episode I & II foi lançado para os consoles GameCube e Xbox. Apesar do nome, este título é um único jogo que combina o conteúdo das versões anteriores (Episode I, que inclui os conteúdos das versões 1 e 2) com um novo capítulo, conhecido como Episode II, que introduziu novos mapas, chefes e itens.
A série continuou com o lançamento de Phantasy Star Online Episode III C.A.R.D. Revolution em 2003, exclusivamente para GameCube, que inovou ao introduzir uma mecânica de jogo baseada em cartas. Em 2004, foi lançado para PC o Phantasy Star Online Blue Burst (PSOBB), que incluiu os episódios I e II, além de um novo episódio IV, com novos monstros, cenários e outros elementos. Esta versão era jogável exclusivamente online, com os dados dos personagens armazenados nos servidores do jogo, uma medida adotada para evitar o uso de hacks, problema comum nas versões anteriores, onde os dados eram armazenados na memória dos consoles.

## História
Com seu planeta natal devastado, a Aliança das Nações decide organizar um êxodo em massa da população em busca de um novo lar, ainda a ser descoberto. Para isso, eles constroem uma grande nave-colônia, chamada Pioneer 1. Após algum tempo, a Pioneer 1 descobre o planeta Ragol e envia sinais positivos de sua habitabilidade à Aliança. Em resposta, uma segunda nave-colônia, Pioneer 2, é enviada. No entanto, quando a Pioneer 2 atinge a órbita de Ragol e tenta entrar em contato com os habitantes da Pioneer 1 que já haviam desembarcado no planeta, ocorre uma grande explosão, e todos os habitantes da Pioneer 1 desaparecem misteriosamente.

### Episódio 01
Após testemunharem a explosão em Ragol, os líderes da Pioneer 2 enviam um grupo de "Hunters" (caçadores, ou seja, os jogadores) para investigar o ocorrido na superfície do planeta. A investigação começa nas proximidades do centro de comando da Pioneer 1, situado em uma floresta, e se estende por diversas áreas, incluindo uma caverna, um sistema de mineração automatizado, e, finalmente, as ruínas de uma antiga nave espacial de grandes proporções. Durante a exploração, os Hunters enfrentam animais mutantes, robôs hostis e outros inimigos.
Ao longo da missão, os Hunters seguem as mensagens deixadas por Red Ring Rico, uma Hunter da Pioneer 1 que havia percorrido os mesmos locais anteriormente. Rico alertou os futuros exploradores sobre os perigos, relatando que havia descoberto a fonte dos monstros que devastaram Ragol: uma entidade chamada Dark Falz, a personificação do mal, que acaba por engolir Rico. Dark Falz é o chefe final do Episódio 1, que compõe o jogo original lançado para o Dreamcast.

### Episódio 02
O Episódio 2 se passa após a descoberta da antiga nave nas ruínas, a última fase do Episódio 1. A líder do Laboratório do Governo de Pioneer 2 solicita que um grupo de Hunters desça até Ragol para investigar um laboratório secreto recém-descoberto na ilha Gal Da Val. Antes de iniciar a missão, os Hunters devem passar por dois testes de simulação em ambientes hostis. O primeiro teste ocorre em um complexo de ruínas, e o segundo em uma nave espacial, ambos cenários extraídos do Phantasy Star Online Ver. 2 para Dreamcast, que incluem inimigos do Episódio 1.
Após completarem o treinamento, os Hunters descem à ilha e começam a busca pelos terminais que dão acesso ao laboratório secreto. A missão é dividida em três áreas: montanhas, litoral e selva, que podem ser exploradas em qualquer ordem. Durante a exploração, os Hunters encontram terminais contendo informações sobre novos inimigos e mensagens deixadas por Heathcliff Flowen.
Heathcliff era um comandante militar da Pioneer 1, que foi ferido durante uma batalha ao lado de Red Ring Rico e, aparentemente, foi infectado pela forma de vida que transformou os animais locais em monstros. Prevendo sua morte, Heathcliff ofereceu seu corpo ao Dr. Osto para pesquisa científica. Quando os terminais de segurança são desativados, os Hunters finalmente acessam o laboratório secreto, onde enfrentam um sistema de segurança automatizado e mais monstros. Durante a investigação, eles descobrem mais mensagens de Heathcliff, que revelam detalhes dos eventos que levaram à destruição da colônia Pioneer 1. Apesar dos alertas, o Dr. Osto criou várias armas biológicas, incluindo a fusão do corpo de Heathcliff com uma inteligência artificial, resultando na criação de Olga Flow, o chefe final do jogo.

### Episódio 04
Após a estabilização de Ragol, a Pioneer 2 se prepara para pousar na superfície do planeta, quando um misterioso meteoro cai em Ragol, desencadeando uma série de mutações. O governo da Pioneer 2 convoca seus Hunters para investigar a origem do meteoro e as causas das mutações. Logo, descobrem que um grande monstro está por trás dos eventos, e que sua fonte de energia é o próprio meteoro.

## Personagens
O jogador pode escolher entre três classes distintas de personagens em Phantasy Star Online: Hunters (Caçadores), Rangers (Atiradores) e Forces (Magos). Cada classe possui características únicas:
- Hunters: Especializados em combate corpo a corpo, utilizam principalmente armas brancas.
- Rangers: Expertos em armas de longa distância, como rifles e pistolas.
- Forces: Mestres em magias, capazes de conjurar poderosos feitiços.

Além da escolha da classe, o jogador também pode selecionar a raça do personagem, com três opções disponíveis:
- Humanos: Representam pessoas normais, como as que conhecemos na Terra, com habilidades equilibradas em força e inteligência.
- Newmans: Seres criados a partir de mutações do genoma humano, são extremamente habilidosos em magias.
- CASTs: Androides com grande força física, mas incapazes de usar magias.

No total, há 12 possibilidades disponíveis, cada uma combinando uma classe e uma raça, oferecendo diversas opções de jogabilidade.

### Hunters
- HUmar: Um caçador humano com status equilibrado, capaz de usar algumas técnicas. Ele não possui pontos fortes ou fracos significativos.
- HUnewearl: Uma caçadora Newman, poderosa em técnicas, embora não tanto quanto os Forces. Possui HP relativamente baixo para um caçador, mas compensa com uma evasão muito alta.
- HUcast: Um caçador androide com o maior poder de ataque do jogo, alta defesa e HP elevado. Não pode usar técnicas, mas é capaz de utilizar armadilhas.
- HUcaseal: Uma caçadora androide com excelente evasão e boa precisão. Assim como o HUcast, ela não pode usar técnicas, mas pode utilizar armadilhas.

### Rangers
- RAmar: Um atirador humano com a maior precisão do jogo, capaz de usar algumas técnicas.
- RAmarl: Uma atiradora humana com a maior evasão do jogo e as técnicas mais poderosas da classe Ranger.
- RAcast: Um atirador androide com o maior poder de ataque da classe e o HP mais alto do jogo. Não pode usar técnicas, mas pode utilizar armadilhas.
- RAcaseal: Uma atiradora androide com a maior defesa do jogo. Como os outros androides, não pode usar técnicas, mas pode utilizar armadilhas.

### Forces
- FOmar: Um mago humano com o ataque e a evasão mais altos da classe Force, mas com baixa precisão e HP. Ele é competente tanto em combates físicos quanto em técnicas mágicas.
- FOmarl: Uma maga humana com a defesa e o ataque mais altos da classe. Embora tenha menos TP (pontos de técnica), possui um HP elevado e é excelente em técnicas de apoio e combate.
- FOnewm: Um mago Newman especializado em técnicas de ataque de longo alcance, com TP alto, mas baixa defesa e HP.
- FOnewearl: Uma maga Newman com o maior potencial de dano e habilidades de suporte. Possui alta MST (força mental) e TP, mas baixa defesa e ataque físico, compensados por uma evasão muito alta. É eficaz tanto em ataque quanto em apoio.

Além da escolha da classe e raça, os jogadores também podem personalizar a aparência do personagem, ajustando aspectos como altura, cor do cabelo e outros detalhes, permitindo uma caracterização única e personalizada.

## Modos de jogo

### Modo Off-line
No modo off-line de Phantasy Star Online, os jogadores seguem a história principal, que se desenvolve através de quatro áreas distintas, cada uma com quatro níveis de dificuldade. As áreas, jogadas na seguinte ordem, são: Forest (floresta), Caves (cavernas), Mines (minas) e Ruins (ruínas).
Cada uma dessas áreas culmina em uma batalha contra um chefe. Ao derrotar o chefe final, Dark Falz, os créditos do jogo são exibidos, e o próximo nível de dificuldade é desbloqueado.
As dificuldades, em ordem crescente, são: Normal, Hard (difícil), Very Hard (muito difícil) e Ultimate (definitivo). Na dificuldade Ultimate, todos os monstros recebem novas "skins" e nomes, e as fases passam por alterações gráficas, dando a impressão de um "novo jogo".
Além da história principal, os jogadores podem visitar o Hunters' Guild (Grêmio de Caçadores), onde os cidadãos da Pioneer 2 recrutam caçadores para missões específicas. Essas missões permitem ao jogador aprofundar-se na história principal, além de ganhar mesetas (dinheiro), pontos de experiência e armas especiais.

### Modo On-line
No modo on-line, em vez de derrotar o chefe final para desbloquear dificuldades mais altas, os jogadores precisam atingir um nível mínimo de experiência para participar de jogos em dificuldades superiores. As exigências de nível são as seguintes: nível 20 para Hard, nível 40 para Very Hard e nível 80 para Ultimate.
No Phantasy Star Online Blue Burst (PSOBB), a história principal é dividida em missões que podem ser acessadas através do Hunters' Guild, Principal's Office (Escritório do Diretor) ou Lab (Laboratório).

### Modo Challenge (Desafio)
No modo Challenge, todos os participantes começam com níveis e itens fixos, e precisam colaborar para concluir as fases. Se o time conseguir completar o modo dentro de um bom tempo, os jogadores recebem itens especiais e têm a opção de nomeá-los. No entanto, se algum membro do time morrer, a missão é automaticamente encerrada.

### Modo Battle (Batalha)
O modo Battle permite que os jogadores se enfrentem diretamente. Um time pode competir contra o outro, seguindo regras próprias, enquanto também enfrenta monstros. Alternativamente, os jogadores podem participar de batalhas predefinidas, com regras específicas, no Hunters' Guild.

### Modo One Person (Um Jogador)
Exclusivo para o Phantasy Star Online Blue Burst (PSOBB), o modo One Person permite que os jogadores completem as missões do modo off-line de maneira individual, oferecendo uma experiência mais solitária dentro do universo de Phantasy Star Online.

## Sistema de comunicação
Em Phantasy Star Online, a comunicação entre os jogadores pode ser realizada de várias maneiras, cada uma adaptada para diferentes situações e necessidades:
- Symbol Chat (Bate-papo de Símbolo): Permite aos jogadores criar uma coleção personalizada de símbolos que expressam emoções ou instruções simples. Esses símbolos podem ser ativados rapidamente através de atalhos definidos pelo jogador, facilitando a comunicação visual rápida.
- Word Select (Escolha de Vocábulo): Uma ferramenta que permite o envio de frases predefinidas, que são automaticamente traduzidas para o idioma do jogador receptor. Essa função é especialmente útil para a comunicação entre jogadores que falam diferentes idiomas.
- Text Speak (Fala por Texto): Comunicação tradicional através de texto. Todas as mensagens enviadas desta forma são visíveis para todos os jogadores presentes na mesma área ou sala, permitindo uma comunicação direta e aberta.
- Guild Card: O jogo oferece um sistema único de mensagens privadas, similar a um e-mail. Cada jogador possui um "cartão de visita" chamado Guild Card. Ao trocar esses cartões com outros jogadores, você pode ver quando eles estão online ou offline e enviar mensagens privadas, independentemente da sala ou ambiente em que estejam, mesmo se a sala estiver protegida por senha.
- Clan Chat: Exclusivo para o Phantasy Star Online Blue Burst (PSOBB), esse recurso permite que membros do mesmo clã enviem e recebam mensagens entre si, facilitando a coordenação e comunicação dentro do grupo.

## Diferenças entre as versões
O primeiro jogo de Phantasy Star Online lançado para o Dreamcast incluía apenas o Episódio I. Posteriormente, uma segunda versão do jogo foi lançada com várias melhorias e adições significativas:
- Dois novos mapas foram incluídos, expandindo o conteúdo disponível para os jogadores.
- O nível máximo dos personagens foi aumentado de 100 para 200, permitindo maior progressão e personalização.
- Um modo de batalha online, chamado Battle Mode, foi adicionado, permitindo que os jogadores competissem entre si.
- Um modo de desafio, conhecido como Challenge Mode, foi introduzido, oferecendo desafios cooperativos com níveis e itens fixos.
- Um novo nível de dificuldade, chamado Ultimate, foi adicionado, onde os inimigos tinham novos visuais e as fases apresentavam alterações gráficas.
- Novas armas mais poderosas foram introduzidas, oferecendo aos jogadores opções mais avançadas para combate.

Posteriormente, o jogo foi lançado para as plataformas Windows, GameCube e Xbox como Phantasy Star Online Episode I & II. Esta versão não apenas incluía todas as fases e melhorias da Ver. 2, mas também trazia novidades:
- Novas fases foram adicionadas, que, juntamente com as duas já existentes na Ver. 2, formavam o Episódio II.
- Três novos personagens foram introduzidos: HUcaseal, RAmarl e FOmar, expandindo as opções de escolha e estilo de jogo.
- As armas foram rebalanceadas, melhorando a experiência de combate e progressão.
- A quantidade de experiência necessária para atingir os níveis foi reduzida, facilitando o progresso dos personagens.
- Agora, apenas os Forces podiam usar as técnicas mais poderosas, como Reverser e Megid.
- O drop rate dos itens foi aumentado, tornando mais fácil para os jogadores encontrarem equipamentos e itens valiosos.

## Fechamento do servidor
Em janeiro de 2004, os servidores oficiais da Sega para Phantasy Star Online foram encerrados, encerrando oficialmente o suporte online ao jogo. No entanto, a comunidade de jogadores manteve o jogo vivo através de servidores privados. Esses servidores são mantidos por fãs sem fins lucrativos e geralmente dependem de doações para continuar ativos, permitindo que os jogadores continuem a desfrutar do jogo e suas funcionalidades online.

## Recepção
O site IGN incluiu Phantasy Star Online na posição de número 63 em seu ranking dos "100 Melhores RPGs de Todos os Tempos" (Top 100 RPGs of All Time), reconhecendo o impacto duradouro e a inovação que o jogo trouxe ao gênero.

## Curiosidades
- No universo de Phantasy Star Online, há uma conexão intrigante com o jogo Phantasy Star III: Generations of Doom. Aparentemente, as ruínas descobertas na última fase do Episódio 1 são, na verdade, a nave que chega ao planeta Ragol em um dos finais de Phantasy Star III.
- Além disso, os jogadores podem encontrar ao longo do jogo as armas de Red Ring Rico, uma personagem central que se revela ser a figura desconhecida que aparece quando Dark Falz é derrotado.
- Uma das missões notáveis do Episódio 1 é chamada "Missing Maracas", onde os jogadores são encarregados de encontrar maracas perdidas em Ragol. Durante essa missão, é necessário coletar discos musicais que permitem abrir passagens específicas. As músicas nesses discos são temas de outros jogos da Sega, como Sonic Adventure e Samba de Amigo do Dreamcast, bem como Burning Rangers e NiGHTS do Sega Saturn.